# ذلب رقيق
ذلب رقيق (الاسم العلمي:Sansevieria subtilis) هو نوع من النباتات يتبع جنس الذلب من الفصيلة الهليونية.